# Лапат
45°04′ пн. ш. 15°23′ сх. д. / 45.06° пн. ш. 15.39° сх. д.
Лапат (хорв. Lapat) — населений пункт у Хорватії, у Карловацькій жупанії у складі громади Плашки.

## Населення
Населення за даними перепису 2011 року становило 215 осіб.
Динаміка чисельності населення поселення: